# Allgemeine Deutsche Biographie
Allgemeine Deutsche Biographie (ADB) è uno dei più importanti e completi dizionari biografici in lingua tedesca. 

## Storia
L'opera venne pubblicata dalla Commissione Storica della Bayerische Akademie der Wissenschaften (Accademia Bavarese delle Scienze) tra il 1875 e il 1912 in 56 volumi, stampati a Monaco di Baviera e a Lipsia da Duncker e Humblot. L'ADB contiene le biografie di circa 26 500 persone decedute prima del 1900 e vissute in un paese di lingua tedesca, o nei Paesi Bassi prima del 1648. 
Un'opera analoga, la Neue Deutsche Biographie (NDB), è iniziata nel 1953 e si prevede possa essere completata nel 2024.

## Volumi
1. Van der Aa – Baldamus. 1875
2. Balde – Bode. 1875
3. Bode – von Carlowitz. 1876
4. Carmer – Deck. 1876
5. Von der Decken – Ekkehart. 1877
6. Elben – Fickler. 1877
7. Ficquelmont – Friedrich Wilhelm III. von Sachsen-Altenburg. 1878
8. Friedrich I. von Sachsen-Altenburg – Gering. 1878
9. Geringswald – Gruber. 1879
10. Gruber – Hassencamp. 1879
11. Hassenpflug – Hensel. 1880
12. Hensel – Holste. 1880
13. Holstein – Jesup. 1881
14. Jetzer – Kähler. 1881
15. Kähler – Kircheisen. 1882
16. Kircher – v. Kotzebue. 1882
17. Krabbe – Lassota. 1883
18. Lassus – Litschower. 1883

1. v. Littrow – Lysura. 1884
2. Maaß – Kaiser Maximilian II. 1884

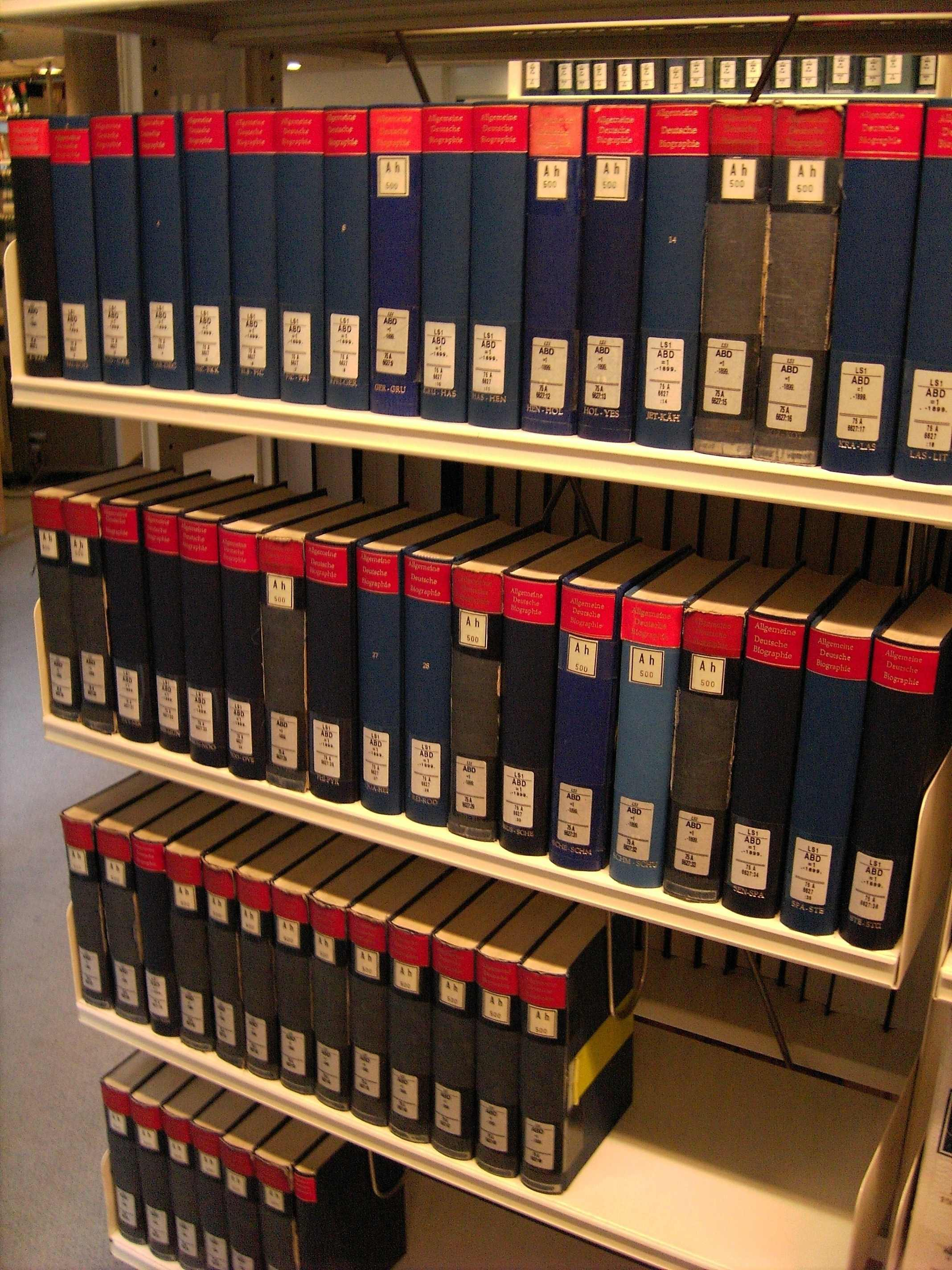
I volumi dell'Allgemeine Deutsche Biographie

3. Kurfürst Maximilian I. – Mirus. 1885
4. Mirus – v. Münchhausen. 1885
5. v. Münchhausen – v. Noorden. 1886
6. van Noort – Ovelacker. 1887
7. Ovens – Philipp. 1887
8. Philipp (III.) von Hessen – Pyrker. 1888
9. Quad – Reinald. 1888
10. Reinbeck – Rodbertus. 1889
11. v. Rodde – v. Ruesch. 1889
12. v. Rusdorf – Scheller. 1890
13. Scheller – Karl Schmidt. 1890
14. Karl v. Schmidt – G. E. Schulze. 1891
15. Hermann Schulze – G. Semper. 1891
16. Senckenberg – Spaignart. 1892
17. Spalatin – Steinmar. 1893
18. Steinmetz – Stürenburg. 1893
19. Sturm (Sturmi) – Thiemo. 1894
20. Thienemann – Tunicius. 1894
21. Tunner – de Vins. 1895
22. Vinstingen – Walram. 1896
23. Walram – Werdmüller. 1896
24. Werenfels – Wilhelm d. Jüngere, Herzog zu Braunschweig und Lüneburg. 1897
25. Wilhelm d. Jüngere, Herzog zu Braunschweig und Lüneburg – Wölfelin. 1898
26. Günzelin von Wolfenbüttel – Zeis. 1898
27. Zeisberger – Zyrl; Nachträge bis 1899: v. Abendroth – Anderssen. 1900
28. Nachträge bis 1899: Graf J. Andrassy – Fürst Otto von Bismarck. 1902
29. Nachträge bis 1899: v. Bismarck-Bohlen – Dollfus. 1903
30. Nachträge bis 1899: Döllinger – Friedreich. 1904
31. Nachträge bis 1899: Kaiser Friedrich III. – Hanstein. 1904
32. Nachträge bis 1899: Harkort – v. Kalchberg. 1905
33. Nachträge bis 1899: Kálnoky – Lindner. 1906
34. Nachträge bis 1899: Linker – Paul. 1906
35. Nachträge bis 1899: Paulitschke – Schets. 1907
36. Nachträge bis 1899: Scheurl – Walther. 1908
37. Nachträge bis 1899: Wandersleb – Zwirner. 1910
38. Generalregister. 1912